# LK I
LK I（Leichter Kampfwagen I、軽量戦闘車両 1）は、第一次世界大戦中にドイツで試作された軽戦車である。

## 概要
LK Iの設計は、ヨーゼフ・フォルマーによって行われた。これはダイムラー社の開発した自動車のシャーシを基礎とし、誘導輪と転輪の取り付けには既存の車軸を用いた。前方にエンジンを搭載し、その後方に操縦室を設ける設計は、自動車製作に倣ったものだった。
これはドイツ軍の装甲戦闘車両として最初に回転砲塔を備えた車両である。武装は回転砲塔にMG08/15 7.92 mm重機関銃1挺。
左右の履帯が前方に突出していて、その間の補強用の金属フレームは、戦車が溝から登る際に、泥の中に埋まり、妨げとなった。車体側面のサスペンションを保護する装甲板には泥落とし用の傾斜した溝はなかった。これらの欠点は、LK IIで改善されることになる。

1917年5月、重戦車に幻滅したヨーゼフ・フォルマーは、ドイツ帝国陸軍最高司令部(OHL)に、軽戦車を提案。
1917年9月、試作を含む研究プロジェクトが、OHLによって承認された。
1918年3月、シャーシにエンジンとトランスミッションを搭載しただけの試作車が完成し、18 km/hの速度で走行した。
1918年4月7日、装甲と上部構造物と砲塔も搭載され、速度は16 ㎞/hに低下した。
LK Iは800両が発注されていたが、1918年10月2日、ベルリン＝マリーエンフェルデで、競合車のシャーシ試験が行われ、その結果、LK IIが選ばれ、LK Iはキャンセルされた。LK Iは、試作車が製造されたのみで、量産に入ることはなかった。